# Zigomar
Zigomar ist ein französischer Kriminal- und Detektiv-Stummfilm von Victorin Jasset aus dem Jahr 1911.

## Handlung
Zigomar, der Titel-Held, ist der Kopf einer Pariser Verbrecherbande, genannt die Bande der Z. Sein Markenzeichen ist der rote Umhang, mit dem er zumeist auch sein Gesicht verbirgt. Sein ärgster Gegenspieler ist der smarte Polizeidetektiv Paul Broquet.

### Erster Akt
Derzeit halten Zigomar und seine Diebesbande mit Raubzügen die Polizei in Atem. Wieder einmal hat die Gang zugeschlagen, diesmal sind sämtliche Zimmer des Grand Hotels aufgebrochen worden. An den Türen prangte jedes Mal das geheimnisvolle „Z“-Zeichen, Unterschrift und Signum der Meistereinbrecher. Kurz darauf erfolgt ein weiterer Einbruch, diesmal hat es eine Bank getroffen, wo sich die Ganoven durch das Mauerwerk gebohrt haben. Auch hier findet sich das Markenzeichen, eine mit einem „Z“ unterschriebene Quittung. Paul Broquet von der französischen Kriminalpolizei kommt mit seinen Ermittlungen kaum nach, da meldet sich eine Lilly Guyon vom Théâtre des Arts bei ihm: In ihrer Loge sei ihr gesamter Schmuck gestohlen worden, und in ihrer Handtasche habe sie diesen Zettel mit dem „Z“ gefunden! Broquet geht den Spuren nach und ist sich angesichts des  Aktenstudiums zu Zigomar sicher, dass dieser der Kopf der Bande der Z sein müsse. Offensichtlich kann er dem Meisterdieb derzeit noch nichts nachweisen, denn als er Zigomar wieder sieht, wie er gerade mit der „schönen Riri“, wie sie überall heißt, flirtet, greift er nicht ein. Wenig später ruft man den Chefpolizisten um Mitternacht in die Kirche Saint Magloire. Auch dort ist ein „Z“ gefunden worden. Derweil nehmen die „Z“-Bandenangehörigen in ihren mysteriösen Kutten neue Befehle von Zigomar entgegen. Im Salon des Damenschneiders Raquin wird bald darauf die schöne Riri entführt. Broquet Versuch, den mutmaßlichen „Z“-Schlupfwinkel in der Kirche einzunehmen, scheitert; er gerät vorübergehend in die Hände Zigomars. Nach seiner Befreiung nimmt der Schlagabtausch zwischen den Ganoven und der Polizei an Härte zu. In der letzten Szene erscheint Zigomar als Armenier verkleidet und trifft sich mit seinen Jüngern zum Abendmahl in der Abtei.

### Zweiter Akt
Broquet verkleidet sich als Zigeuner und beginnt in dieser Maskierung Zigomar zu beobachten. Seine nächste Verkleidung ist die eine Kapellmeisters. Der Moment scheint günstig, Zigomar zu verhaften, doch er kann im letzten Moment entwischen. Dieser taucht für eine Weile ab, aber Broquet nimmt wenige Wochen später dessen Spur wieder auf, und auch die „Z“-Bande ist in einem Winterkurort wieder aktiv. Gleich mehrere Hoteleinbrüche werden begangen. Broquet rückt an, um Zigomar diesmal dingfest zu machen. Der plant, zur Erholung vom harten Einbrecheralltag, in der Maskerade eines reichen Touristen einen Ausflug ins Gebirge zu machen und sucht sich dafür einen Führer. Broquet lässt sich diesmal aber nicht beirren und schließt sich dem Gebirgsausflüglern an. Ausgerechnet inmitten der Berge am Rande eines Abgrunds will Broquet seinen Erzfeind verhaften. Doch dieser nützt eine schwierige Gebirgspassage und stößt Broquet von sich fort, der daraufhin in die Tiefe stürzt. Wieder kann Zigomar, der Meisterverbrecher, entkommen.

### Dritter Akt
Im Moulin Rouge zu Paris wird ein großer, prachtvoller Ball geplant. Als künstlerischer Höhepunkt ist der so genannte Irrlichter-Tanz geplant, vorgeführt von der schönen Tänzerin Esmée. Bei dieser Gelegenheit wird sie ein kostbares Perlencollier tragen, dessen Wert auf rund 100.000 Dollar geschätzt wird. Paul Broquet nimmt zu Recht an, dass sich sein ewiger Widerpart Zigomar diese Gelegenheit nicht entgehen lassen wird, und begibt sich gleichfalls auf den Ball. Doch Zigomar, Broquets Anwesenheit antizipierend, lässt sich etwas einfallen, damit Broquet ihm nicht in die Quere kommen kann. Dann erscheint Esmée und zieht alle Blicke auf sich. Gleich nach ihrer Vorführung steht der Ballsaal in Flammen. Zigomar hat ihn in Brand gesteckt, um die Verwirrung zu nutzen, auf großen Beutezug zu gehen. Selbst als die Trümmer des Bauwerks herabstürzen, setzt der Meisterverbrecher seinen Raubzug fort. Doch da stürzt plötzlich Broquet auf ihn zu und zwingt Zigomar dazu, ihm zu sagen, wo sich die von ihm entführte Riri befindet. Zigomar kann dem Detektiv erneut entfleuchen und vergräbt sich unter den rauchenden Trümmern des Ballsaales.

## Produktionsnotizen
Zigomar wurde am 14. September 1911 in Paris uraufgeführt. Einen Tag darauf lief der Film in Wien an, einen weiteren Tag später, am 16. September 1911 fand die Deutschlandpremiere statt. Hier bekam Zigomar den Zweittitel Die Geheimnisse der Katakomben von Paris, besaß eine Länge von 938 Meter und besaß damit für damalige Verhältnisse eine ungewöhnlich umfangreiche Länge.
Der bei den Dreharbeiten erst 18-jährige Kameramann Lucien Andriot begründete hier seine lang anhaltende Karriere, die ihn später auch nach Hollywood führen sollte.
Mit Zigomar wurde in Frankreich das Genre des Detektivfilms begründet, etwa zweieinhalb Jahre vor Beginn der Stuart-Webbs-Detektivfilmreihe im Deutschen Reich. Der Zigomar-Film war derart erfolgreich, dass in kürzester Zeit eine Fortsetzung gedreht wurde, Zigomar contre Nick Carter, die am 22. März 1912 in die französischen Kinos gebracht wurde. Dieser Film, in dem eine weitere Figur der französischen Trivialliteratur, der Meisterdetektiv Nick Carter, dem Zigomar als Antipode gegenübergestellt wurde, hieß im wilhelminischen Reich Die Geheimnisse der Katakomben von Paris 2 Teil, oder: Die verhängnisvolle Teufelshöhle und lief dort spätestens Anfang April 1912 an.